# Systematische Sammlung des Bundesrechts

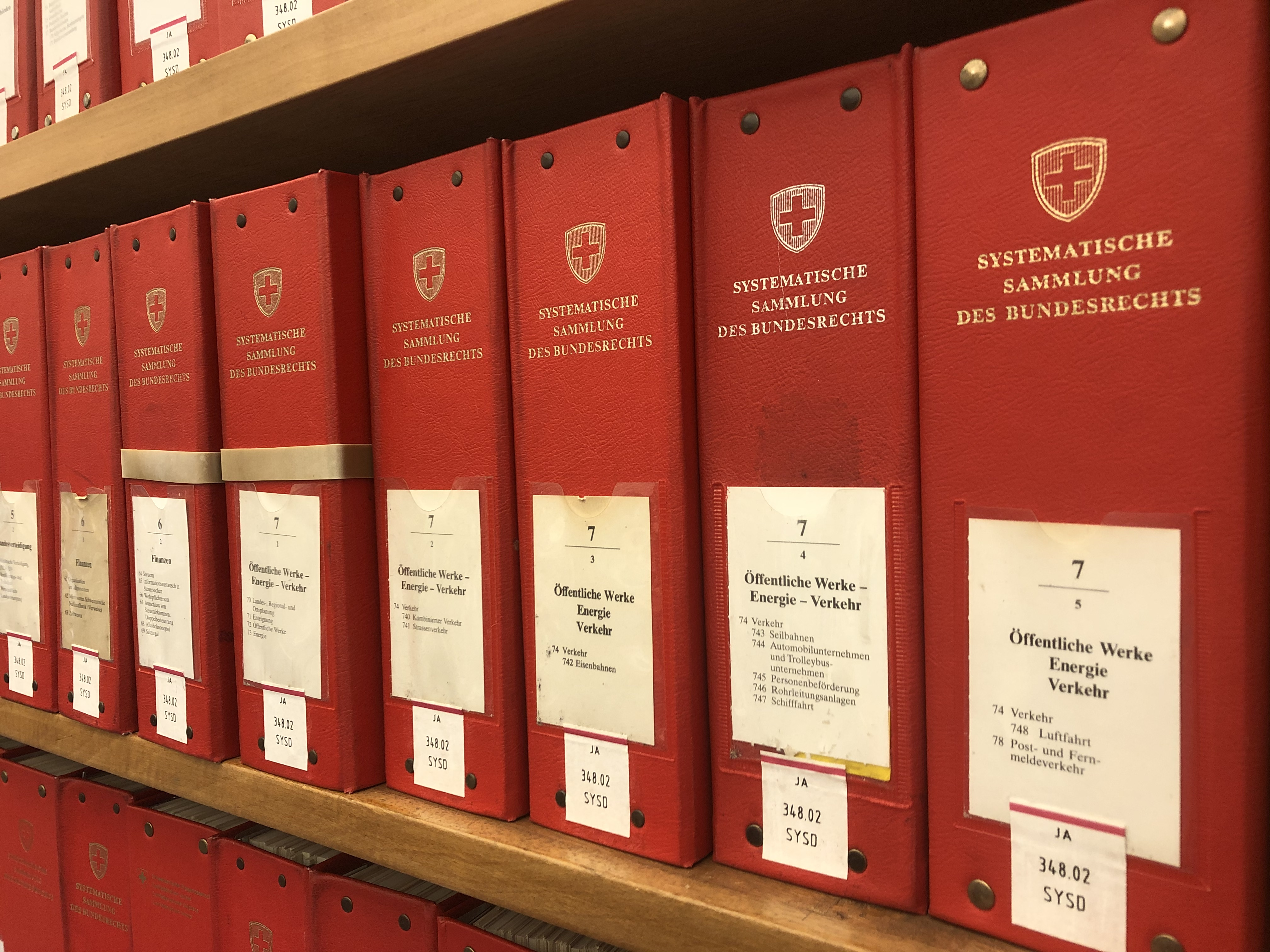
Einige Bände der Papierausgabe der Systematischen Sammlung

Die Systematische Sammlung des Bundesrechts (Systematische Rechtssammlung, SR; französisch Recueil systématique, italienisch Raccolta sistematica, rätoromanisch Collecziun sistematica dal dretg federal, CS) der Schweiz ist gemäss Art. 11 des Publikationsgesetzes eine nachgeführte und nach Sachgebieten geordnete Sammlung der in der Amtlichen Sammlung veröffentlichten und noch geltenden Erlasse (Gesetze und Verordnungen), völkerrechtlichen und interkantonalen Verträge, internationalen Beschlüsse sowie der Kantonsverfassungen in der Schweiz.
Sie ist als Rechtsinformationssystem über die Webpräsenz admin.ch frei zugänglich.

## Systematische und Amtliche Sammlung

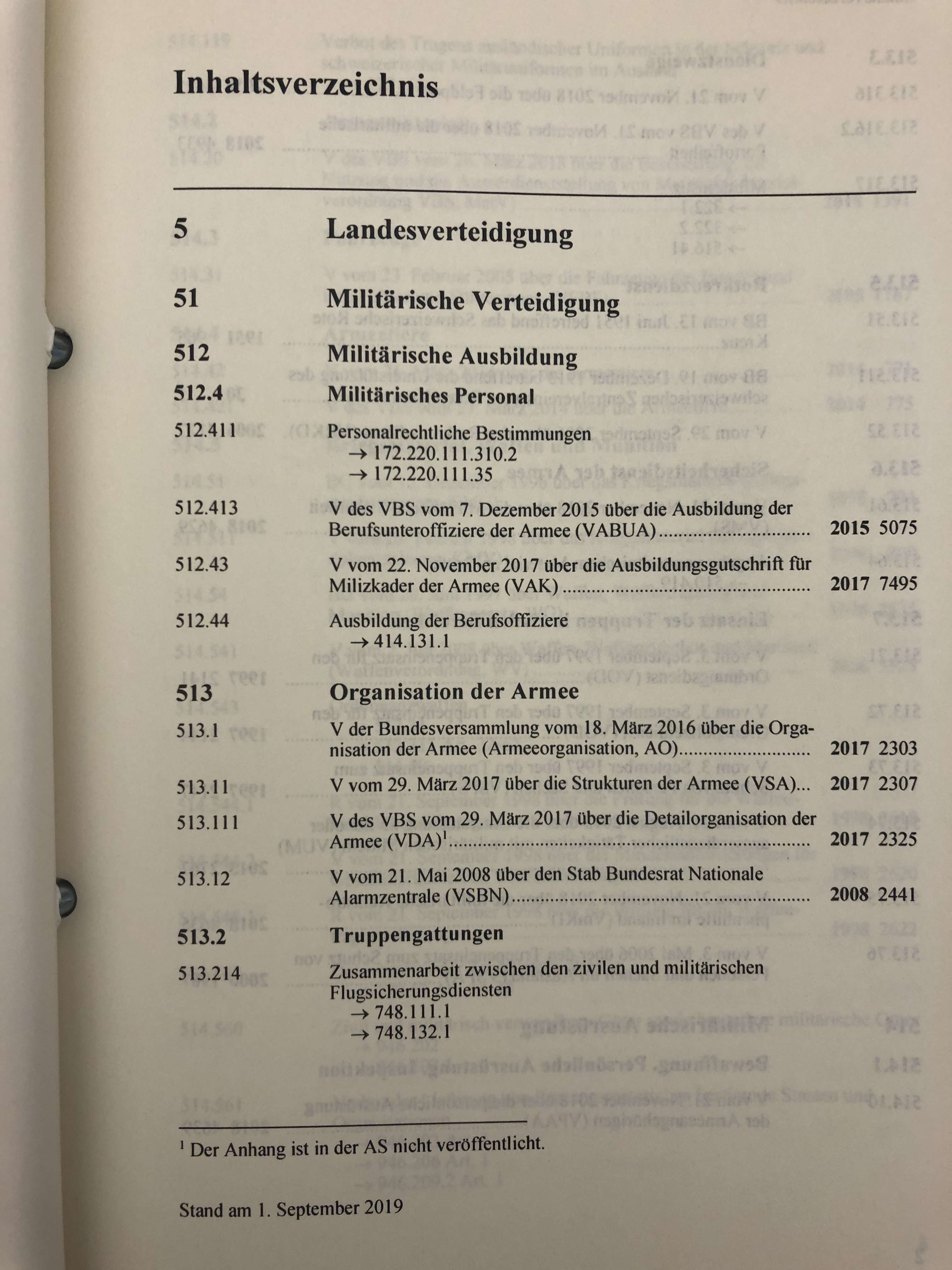
Inhaltsverzeichnis zu Band 5

Die SR ist grundsätzlich eine getreuliche Wiedergabe der in der Amtlichen Sammlung (AS) veröffentlichten Erlasse. Sie wird elektronisch laufend und auf Papier in der Regel viermal pro Jahr nachgeführt. Die SR wird in drei Amtssprachen der Schweizerischen Eidgenossenschaft publiziert. Die Verfassungen der Kantone werden in den jeweiligen Kantonssprachen veröffentlicht. Im Gegensatz zur AS ist die SR lediglich Informationsmittel und hat keine negative Rechtskraft.

## SR-Nummer
Die Erlasse in der SR sind nach Sachgebieten geordnet und tragen eine systematische Nummer. Folgende Zahlengruppen sind in Gebrauch, wobei Erlasse aus der Sammlung der völkerrechtlichen Verträge mit einer vorangestellten Ziffer 0 gekennzeichnet werden:
- 1 Staat, Volk und Behörden
- 2 Privatrecht, Zivilrechtspflege und Vollstreckung
- 3 Strafrecht, Strafrechtspflege und Strafvollzug
- 4 Schule, Wissenschaft und Kultur
- 5 Landesverteidigung
- 6 Finanzen
- 7 Öffentliche Werke, Energie und Verkehr
- 8 Gesundheit, Arbeit und Soziale Sicherheit
- 9 Wirtschaft und Technische Zusammenarbeit

Die SR-Nummer 210 steht beispielsweise für das schweizerische Zivilgesetzbuch (ZGB), SR 211.1 für Erlasse im darin enthaltenen Personenrecht, SR 211.112 für Regelungen zum Zivilstand und darin SR 211.112.2 für die Zivilstandsverordnung vom 28. April 2004 (ZStV). SR 0.515.03 steht für den Vertrag vom 1. Juli 1968 über die Nichtverbreitung von Kernwaffen. Die wohl bekannteste ist die SR 101. Diese steht für die Bundesverfassung der Schweizerischen Eidgenossenschaft vom 18. April 1999.